# Sojusz na rzecz Integracji Europejskiej
Sojusz na rzecz Integracji Europejskiej (rum. Alianța pentru Integrare Europeană) – rządząca od września 2009 koalicja czterech (po wyborach z listopada 2010 – trzech) demokratycznych prozachodnich mołdawskich partii politycznych zawiązana po wyborach parlamentarnych w lipcu 2009.
W skład sojuszu weszły cztery partie, które w wyborach tych zdobyły ogółem większość 53 głosów w 101-osobowym parlamencie, co zagwarantowało im możliwość utworzenia wspólnego rządu i odsunięcie od władzy Partii Komunistów Republiki Mołdawii:
- Partia Liberalno-Demokratyczna
- Partia Liberalna
- Demokratyczna Partia Mołdawii
- Partia Sojusz Nasza Mołdawia

Oficjalnie Sojusz na rzecz Integracji Europejskiej został powołany przez liderów tych partii (odpowiednio Vlad Filat, Mihai Ghimpu, Marian Lupu i Serafim Urecheanu) 8 sierpnia 2009. 28 sierpnia 2009 Mihai Ghimpu został wybrany przewodniczącym parlamentu i z racji tego urzędu 11 września 2009 objął również funkcję pełniącego obowiązki prezydenta. 25 września 2009 powołany został natomiast koalicyjny rząd na czele z Vladem Filatem.
Jako że posłowie nie byli w stanie dokonać wyboru prezydenta wymaganą przez konstytucję większością, rozpisano przedterminowe wybory parlamentarne, które odbyły się 28 listopada 2010. Partia Sojusz Nasza Mołdawia nie przekroczyła progu wyborczego i nie dostała się do parlamentu (w 2011 r. przyłączyła się do Partii Liberalno-Demokratycznej). Pozostałe trzy partie z dotychczasowej koalicji dysponowały większością 59 miejsc na 101 i utworzyły gabinet koalicyjny.